# Record d'Europe de natation messieurs du 400 mètres 4 nages

## Bassin de 50 mètres
| Temps            | Athlète             | Naissance | Âge | Nationalité        | Compétition                       | Lieu                | Date              |
| ---------------- | ------------------- | --------- | --- | ------------------ | --------------------------------- | ------------------- | ----------------- |
| 4 min 28 s 89    | Andras Hargitay     |           |     | Hongrie            | Championnats d'Europe             | Vienne              | 20 août 1974      |
| 4 min 26 s 00    | Zoltan Verraszto    |           |     | Hongrie            |                                   | Long Beach          | 2 avril 1976      |
| -----            |                     |           |     |                    |                                   |                     |                   |
| 4 min 21 s 97    | Alex Sidorenko      |           |     | Union soviétique   |                                   |                     | 1982              |
| -----            |                     |           |     |                    |                                   |                     |                   |
| 4 min 20 s 41    | Giovanni Franceschi |           |     | Italie             | Championnats d'Europe             | Rome                | 23 août 1983      |
| 4 min 19 s 61 RM | Jens-Peter Berndt   | 1963      | 21  | Allemagne de l'Est | Championnats d'Allemagne de l'Est | Magdebourg          | 23 mai 1984       |
| 4 min 18 s 29    | Jens-Peter Berndt   | 1963      | 21  | Allemagne de l'Est | Jeux de l'Amitié (f)              | Moscou              | 20 août 1984      |
| 4 min 15 s 42 RM | Tamás Darnyi        | 1967      | 20  | Hongrie            | Championnats d'Europe             | Strasbourg          | 19 août 1987      |
| 4 min 14 s 75 RM | Tamás Darnyi        | 1967      | 21  | Hongrie            | Jeux olympiques (f)               | Séoul               | 21 septembre 1988 |
| 4 min 12 s 36 RM | Tamás Darnyi        | 1967      | 24  | Hongrie            | Championnats du monde (f)         | Perth               | 8 janvier 1991    |
| 4 min 10 s 79    | László Cseh         | 1985      | 18  | Hongrie            | Championnats du monde (f)         | Barcelone           | 27 mars 2003      |
| 4 min 10 s 10    | László Cseh         | 1985      | 20  | Hongrie            | Mare Nostrum                      | Canet-en-Roussillon | 7 juin 2005       |
| 4 min 09 s 63    | László Cseh         | 1985      | 20  | Hongrie            | Championnats du monde (f)         | Montréal            | 31 juillet 2005   |
| 4 min 09 s 59    | László Cseh         | 1985      | 22  | Hongrie            | Championnats d'Europe (f)         | Eindhoven           | 24 mars 2008      |
| 4 min 07 s 96    | László Cseh         | 1985      | 23  | Hongrie            | Mare Nostrum                      | Canet-en-Roussillon | 14 juin 2008      |
| 4 min 06 s 16    | László Cseh         | 1985      | 23  | Hongrie            | Jeux olympiques (f)               | Pékin               | 10 août 2008      |
| 4 min 04 s 28    | Léon Marchand       | 2002      | 20  | France             | Championnats du monde (f)         | Budapest            | 18 juin 2022      |
| 4 min 02 s 50 RM | Léon Marchand       | 2002      | 21  | France             | Championnats du monde (f)         | Fukuoka             | 23 juillet 2023   |

## Bassin de 25 mètres
| Temps         | Athlète           | Naissance | Âge | Nationalité | Compétition               | Lieu      | Date             |
| ------------- | ----------------- | --------- | --- | ----------- | ------------------------- | --------- | ---------------- |
| 4 min 00 s 37 | László Cseh       | 1985      | 20  | Hongrie     | Championnats d'Europe (f) | Trieste   | 9 décembre 2005  |
| 3 min 59 s 33 | László Cseh       | 1985      | 22  | Hongrie     | Championnats d'Europe (f) | Debrecen  | 14 décembre 2007 |
| 3 min 57 s 27 | László Cseh       | 1985      | 24  | Hongrie     | Championnats d'Europe (f) | Istanbul  | 11 décembre 2009 |
| 3 min 56 s 47 | Ilia Borodin (en) | 2003      | 18  | Russie      | Championnats du monde (f) | Abou Dabi | 20 décembre 2021 |